# Mechtild Böger
Mechtild Böger (* 1960 in Bochum) ist eine deutsche bildende Künstlerin.

## Werk

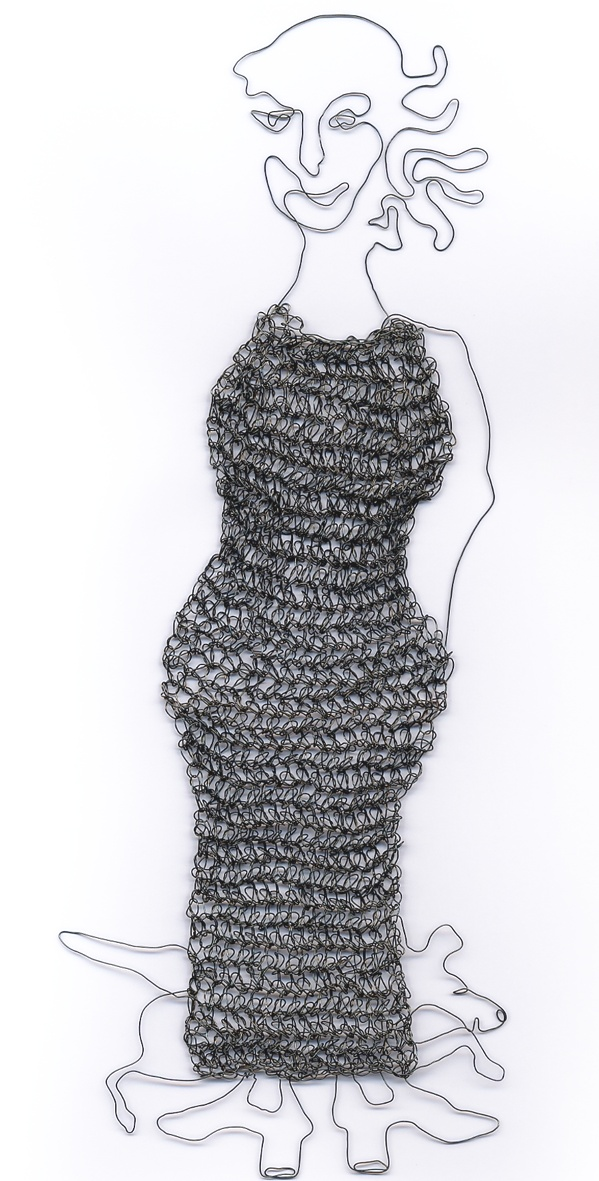
Frau im Abendkleid mit Accessoire, 2007

Mechtild Bögers „Siebe“ sind eine Form von Ready-mades, bestehend aus kleinen handelsüblichen Metallsieben, die mit filigran bedruckten Oblaten überspannt sind. Die Motive findet die Künstlerin in Printmedien.
Um Essgewohnheiten zu visualisieren, bedruckt Böger Tischdecken im Stil des Kartoffeldrucks und benutzt Lebensmittel direkt als Stempel. Die Formen des Gemüses, Fleisches, Käses oder der Früchte sind dabei gut erkennbar und reihen sich seriell nebeneinander oder formieren sich zu einem Stillleben. Für ihre „Schweinedrucke“ nutzt Mechtild Böger Teile von Schweinen als Druckstöcke. Als Stempel präparierte Köpfe, Ohren oder Pfoten werden farbig auf den Bildträger gedruckt und erreichen durch diesen Abstraktionsprozess ästhetische Wirkung. Weitere Arbeiten Bögers sind die „Knüpferlis“. Aus einem Steckspiel der Firma Dusyma gestaltet die Künstlerin zahlreiche Knoten-, Biege- und Kombinationsmöglichkeiten und lässt daraus zeichenhafte Plastiken entstehen, von der einfachen Form über phantastische Tiere bis hin zu lebensgroßer Bademode oder einem 2,60 Meter langen Boot zusammengesetzt aus ca. 3.000 Steckmodulen. 
Bei ihren Drahtfiguren entsteht die Form im Prozess, die ersten Biegungen und Drehungen des Drahtes bestimmen den weiteren Verlauf.
Werke der Künstlerin befinden sich im Fundus der Kunsthalle Bremen sowie im Ostfriesischen Landesmuseum Emden. Ihr Werk „Gralshüter der Elemente“ wurde durch den Bremer Senat angekauft. 2005 entwarf Mechtild Böger den Bremer Filmpreis. 
Böger lebt in Bremen.

## Ausstellungen

### Einzelausstellungen (Auswahl)
- 1989 Les Alizes, Paris
- 1996 Neue Galerie, Hannover
- 1999/2000 Gerhard-Marcks-Haus  Pavillon, Bremen (Katalog)
- 2003 Galerie Adlergasse mit B. Beßlich, Dresden; Kunstverein Rügen, Rambin; Galerie des Westens, Bremen
- 2004 Kreismuseum Syke; Galerie artists unlimited, Bielefeld
- 2005 Kunstverein Rügen, Rambin
- 2008 Haus Paula Becker, Bremen
- 2010 GaDeWe, Bremen

### Ausstellungsbeteiligungen
- 1990 „Gralshüter“, Breminale’90, Bremen (Ankauf durch den Senat der Freien Hansestadt Bremen)
- 1991 „In Progress“ – europäisches Bilderfries, Künstlerwerkstatt Lothringerstraße 13, München
- 1992 „In Progress“ – europäisches Bilderfries, Centrum Beeldende Kunst, Groningen, Niederlande
- 1995 „Schwein“, Galerie ARTicle, Köln (Edition); „10 Jahre“, Galerie des Westens und Städtische Galerie Bremen im Buntentor, Bremen
- 2002 Städtische Galerie Wollhalle, Güstrow
- 2003 Künstlerhaus DeFKa, Assen, Niederlande
- 2006 „Übersee“, Hafenmuseum, Bremen
- 2007/08 „Forum 2007“, Burg Vischering, Lüdinghausen
- 2008 "Inkognito", Sparkasse Bremen
- 2009 "Tease", Kunstmesse Köln
- 2011 "vis à vis", Kunstsammlungen Böttcherstraße Museum im Roselius-Haus, Bremen
- 2012 Villa Ichon, Bremen
- 2013 Kreuzberg Pavillon, Berlin
- 2015 "Im Inneren der Stadt", Zentrum für Künstlerpublikationen, Weserburg Museum für moderne Kunst Bremen